# Europatipset
Europatipset är en produkt hos spelbolaget Svenska Spel som går ut på att man ska tippa 1, X eller 2 (hemmaseger, oavgjort, bortaseger) i 13 fotbollsmatcher från olika europeiska länder, oftast England, Italien och Spanien. Spelet lanserades 1993 och hette de första åren Italienska stryktipset, eftersom det i början bara rörde Italien.